# Les Grands Détectives
Les Grands Détectives est une sérié télévisée en six épisodes de 52 minutes diffusée en 1975 et produite par Antenne 2. 

## Fiche technique
- Réalisateurs : Jean-Pierre Decourt, Jacques Nahum, Jean Herman, Alexandre Astruc, Tony Flaadt
- Scénaristes : Jacques Nahum, Jean Ferry, Michel Andrieu, François Chevallier
- Société de production :  Antenne 2
- Musique :  Vladimir Cosma
- Assistant réalisateur : Michel Lang
- Genre : dramatique-policier
- Durée : épisodes de 52 minutes

## Distribution
Liste non exhaustive des acteurs intervenant dans les divers épisodes : 
- Rolf Becker : Sherlock Holmes (2 épisodes, 1974)
- Gila von Weitershausen : Mary Morstan (2 épisodes, 1974)
- Roger Lumont : Docteur Watson (2 épisodes de : Le signe des 4, 1974)
- Pierre Duncan : Saury (épisode : La Lettre volée, 1975)
- Brigitte Fossey : Julia (épisode :  Rendez-vous dans les ténèbres, 1975)
- Diane Kurys :  La jolie blonde  (épisode :  Rendez-vous dans les ténèbres, 1974)
- Pierre Vernier : Santerre (épisode : L'Inspecteur Wens : Six hommes morts, 1975)
- Alain Mottet :  le Duc Sairmeuse (épisode :  Monsieur Lecoq, 1975)
- Roger Van Hool : L'inspecteur Wens (épisode : L'Inspecteur Wens : Six hommes morts, 1975)
- André Falcon :  Segmuller (épisode :  Monsieur Lecoq, 1975)
- Laurent Terzieff : Auguste Dupin (épisode :  La lettre volée, 1975)
- Sacha Pitoëff : Arkabaad (épisode : Mission secrète, 1975)
- Bernard Rousselet : Perlonjour (épisode : L'Inspecteur Wens : Six hommes morts, 1975)
- Gilles Segal : Monsieur Lecoq (roman) (épisode :  Monsieur Lecoq, 1975)
- Corinne Marchand : La Reine (épisode :  La lettre volée, 1975)
- François Simon : Le préfet de police (épisode :  La lettre volée, 1975)
- Patrick Le Gall : Le secrétaire du Ministre (épisode :  La lettre volée, 1975)
- Frédéric de Pasquale : Slim Callaghan (épisode :  Rendez-vous dans les ténèbres, 1974)
- Michel Ruhl : Frayling (épisode :  Rendez-vous dans les ténèbres, 1974)
- Micha Bayard : La Chopin (épisode :  Monsieur Lecoq, 1975)
- Claudine Coster : Mme Symons (épisode : Mission secrète, 1975)
- Georges Staquet : Gevrol (épisode :  Monsieur Lecoq, 1975)
- Marcel Gassouk : Lauret (épisode :  La lettre volée, 1975)
- Jacques Duby : Namotte (épisode : L'Inspecteur Wens : Six hommes morts, 1975)
- Raoul Curet : Dutoit (épisode :  La lettre volée, 1975)
- Gérard Caillaud : Nikolls (épisode :  Rendez-vous dans les ténèbres, 1974)
- Guy Mairesse : Duvernois (épisode :  La lettre volée, 1975)
- Paul Temps : Absinthe (épisode :  Monsieur Lecoq, 1975)
- Peter Cheyney : - (épisode :  Rendez-vous dans les ténèbres, 1974)
- Georges Sellier : James (épisode :  Rendez-vous dans les ténèbres, 1974)
- Candice Patou : Sirena (épisode : Mission secrète, 1975)
- Claude Degliame : Incarnacion  (épisode : L'Inspecteur Wens : Six hommes morts, 1975)
- Robert Le Béal : Le commissaire  (épisode :  Monsieur Lecoq, 1975)

## Titres des épisodes
1. L'Inspecteur Wens : Six hommes morts de Jacques Nahum, diffusé le 21 avril 1975 (Inspecteur Wens)
2. Un rendez-vous dans les ténèbres de Jean Herman, diffusé le 28 avril 1975 (Slim Callaghan)
3. Le signe des 4 de Jean-Pierre Decourt, diffusé le 5 mai 1975  (Sherlock Holmes)
4. Monsieur Lecoq de Jean Herman, diffusé le 12 mai 1975 (Lecoq)
5. Mission secrète de Tony Flaadt, diffusé le 19 mai 1975 (Nick Carter)
6. La lettre volée d'Alexandre Astruc, diffusé le 26 mai 1975 (Chevalier Dupin)